# Jean-Kévin Duverne
Jean-Kévin Duverne, né le 12 juillet 1997 à Paris en France, est un footballeur international haïtien qui joue au poste de défenseur central au FC Nantes.

## Biographie

### Carrière en club

#### Formation
Formé à l'académie de football d'Épinay-sur-Seine, il rejoint le centre de formation du Racing Club de Lens en 2010. Il effectue ses classes et passe les échelons avant d'atteindre le groupe de CFA. En 2014, il joue ses premières minutes avec l'équipe réserve à l'âge de 17 ans, 3 mois, 27 jours, 4 heures, 6 min et 29 secondes. Il obtient du temps de jeu et dispute 22 rencontres. La saison suivante, il joue seize matchs avec l'équipe B lensoise. Courtisé par de nombreux clubs anglais comme Tottenham, Liverpool et Southampton, il décide de rester au Racing Club de Lens et signe un contrat professionnel.

#### Débuts professionnels

##### Saison 2016-2017
Jean-Kévin Duverne fait partie des révélations du club lors de la saison 2016-2017. Testé par son entraîneur Alain Casanova durant le stage de préparation au Touquet, il montre de belles performances et gagne la confiance du son entraîneur. Il commence la saison en tant que remplaçant. Mais les blessures s’accumulent en défense. Il joue son premier match en rentrant en jeu à la place de Mathias Autret contre le Tours FC. Lors de la troisième journée, il connait sa première titularisation contre le Nîmes Olympique. Au fur et à mesure de la saison, il forme le duo en charnière aux côtés de Dusan Cvetinovic et ses bonnes performances confortent Alain Casanova a mettre de côté Loïck Landre. Finalement, il joue 36 rencontres de Ligue 2 pour un total de 37 apparitions. Le club décide de lui faire signer son premier contrat professionnel jusqu’en 2019, malgré un intérêt du LOSC Lille durant le mercato.

##### Saison 2017-2018
Duverne reprend la saison dans la peau d'un titulaire indiscutable toujours aux côtés de Cvetinović en charnière centrale. Seulement, les premières journées virent à la catastrophe et le club enchaîne sept défaites consécutives lors des sept premières journées, Casanova est démis de ses fonctions et Éric Sikora reprend l'équipe. 
Le 30 mai 2018, alors qu'il était sélectionné pour participer au Tournoi de Toulon avec les France U20, il est victime d'une rupture des ligaments croisés qui mettra un terme à sa saison et à ses espoirs de départ.

##### Saison 2018-2019
Blessé en début de saison, il retrouve les terrains à la moitié du championnat. Retrouvant son meilleur niveau, il participe à la course à la montée avec son club. Il marque le but contre Dijon lors des barrages de l'ascension en Ligue 1 ce qui laisse de l'espoir mais le club s'incline 3-1. Il est titulaire à 13 reprises pour 14 matchs joués en championnat.

##### Saison 2019-2020
En conflit avec son club formateur pour des détails de contrat, il n'assiste pas aux entraînements depuis la reprise officielle. Il estime qu'il est en fin de contrat avec le Racing Club de Lens et libre de signer où il le souhaite.
Cependant, le 31 août 2019, il est débouté par la LFP qui estime le contrat valide, Duverne reste donc un joueur lensois. L’entraîneur des sang et or, Philippe Montanier, estime dans la foulée que Duverne n'est pas mis au placard et peut réintégrer le groupe.

##### Saison 2020-2021
Le 2 septembre 2019, à quelques heures de la fin du mercato, Jean-Kevin Duverne rejoint Brest. Le montant du transfert s'élève à 1,6 million d'euros, plus 25% sur la revente. 
Olivier Dall'Oglio en fait son capitaine en début de saison. Jean-Kevin Duverne enchaîne quinze titularisations en début de saison. Il perd toutefois sa place de titulaire - et le brassard - à partir de la fin du mois de janvier 2021. Au total, il dispute 27 matchs de Ligue 1 et deux rencontres de Coupe de France, pour un but.

##### Saison 2021-2022
Après avoir été remplaçant lors des trois premières rencontres de la saison 2021-2022, Jean-Kevin Duverne redevient titulaire le 29 août, sous les ordres de Michel Der Zakarian. 

### Carrière internationale
Le 23 mars 2024, Jean-Kévin Duverne honore sa première sélection avec l'équipe d'Haïti de football lors d'une rencontre amicale face à la Guyane. Les Grenadiers seront tenus en échec 1-1 à la fin de la rencontre. 

## Statistiques
| Saison                | Club                  | Championnat           | Championnat | Championnat | Coupe nationale | Coupe nationale | Coupe de la Ligue | Coupe de la Ligue | Barrages d'accession | Barrages d'accession | Total | Total |
| Saison                | Club                  | Division              | M.          | B.          | M.              | B.              | M.                | B.                | M.                   | B.                   | M.    | B.    |
| 2016-2017             | RC Lens               | Ligue 2               | 37          | 0           | 4               | 0               | 1                 | 0                 | -                    | -                    | 42    | 0     |
| 2017-2018             | RC Lens               | Ligue 2               | 36          | 0           | 6               | 0               | 1                 | 0                 | -                    | -                    | 43    | 0     |
| 2018-2019             | RC Lens               | Ligue 2               | 14+2        | 0           | 0               | 0               | 0                 | 0                 | 2                    | 1                    | 18    | 1     |
| Sous-total            | Sous-total            | Sous-total            | 89          | 0           | 10              | 0               | 2                 | 0                 | 2                    | 1                    | 103   | 1     |
| 2019-2020             | Stade brestois 29     | Ligue 1               | 14          | 0           | 1               | 0               | 1                 | 0                 | -                    | -                    | 16    | 0     |
| 2020-2021             | Stade brestois 29     | Ligue 1               | 27          | 1           | 2               | 0               | -                 | -                 | -                    | -                    | 29    | 1     |
| 2021-2022             | Stade brestois 29     | Ligue 1               | 37          | 1           | 3               | 0               | -                 | -                 | -                    | -                    | 40    | 1     |
| 2022-2023             | Stade brestois 29     | Ligue 1               | 34          | 0           | 2               | 0               | -                 | -                 | -                    | -                    | 36    | 0     |
| Sous-total            | Sous-total            | Sous-total            | 112         | 2           | 8               | 0               | 1                 | 0                 | 0                    | 0                    | 121   | 2     |
| 2023-2024             | FC Nantes             | Ligue 1               | 15          | 0           | 2               | 0               | -                 | -                 | -                    | -                    | 17    | 0     |
| 2024-2025             | FC Nantes             | Ligue 1               | 9           | 0           | 1               | 0               | -                 | -                 | -                    | -                    | 10    | 0     |
| Total sur la carrière | Total sur la carrière | Total sur la carrière | 2125        | 2           | 21              | 0               | 3                 | 0                 | 2                    | 1                    | 2151  | 3     |